# Ivo Andrić

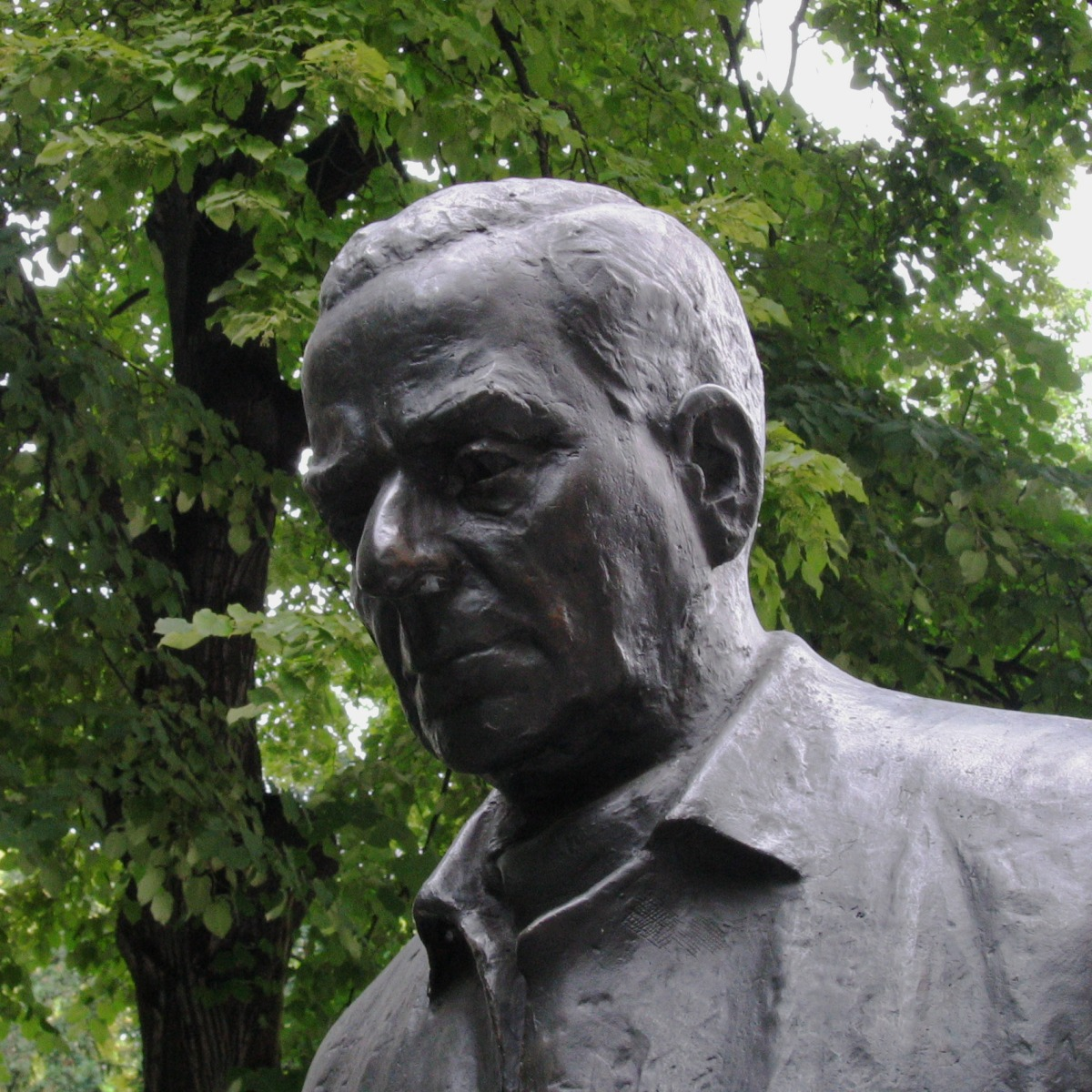
Standbeeld van Ivo Andrić in Belgrado

Ivo Andrić (Servisch: Иво Андрић) (Dolac (Travnik (Bosnië en Herzegovina)), 9 oktober 1892 – Belgrado, 13 maart 1975) was een Joegoslavische schrijver en de winnaar van de Nobelprijs voor Literatuur van 1961. Zijn romans De brug over de Drina en De kroniek van Travnik gingen over het leven in de Balkan tijdens respectievelijk de Ottomaanse en de Franse periode. Hij schreef romans, korte verhalen en essays.

## Biografie
Andrić werd geboren op 9 oktober 1892 in het dorpje Dolac in de buurt van Travnik, Bosnië, dat toen deel uitmaakte van Oostenrijk-Hongarije en tegenwoordig van Bosnië en Herzegovina. Zijn ouders, Antun Andrić en Katarina Pejić, waren Kroatische Rooms-katholieken. Geboren als Ivan, werd hij al snel Ivo genoemd. Toen Andrić twee jaar oud was, overleed zijn vader. Omdat zijn moeder te arm was om hem te onderhouden, werd hij opgevoed door zijn oom en tante in de Oost-Bosnische plaats Višegrad aan de Drina. Daar zag hij de Ottomaanse brug, die later bekend zou worden door de roman De brug over de Drina.
Andrić studeerde aan het Jezuïeten gymnasium van Travnik, later aan het gymnasium van Sarajevo en vervolgens aan de universiteiten van Zagreb, Wenen, Kraków en Graz. Vanwege zijn lidmaatschap van de revolutionaire organisatie Mlada Bosna (Jong Bosnië) werd hij tijdens de Eerste Wereldoorlog door de Oostenrijkse regering gevangengezet, eerst in Maribor (destijds nog Marburg) en later in het Doboj-detentiekamp samen met Servische burgers en pro-Servische zuidelijke Slaven.
Onder het nieuw gevormde Koninkrijk van Serviërs, Kroaten en Slovenen (het latere Koninkrijk Joegoslavië) werd Andrić ambtenaar, eerst in 1919 van het Ministerie van Religie en vervolgens van het Ministerie van Buitenlandse Zaken. Daar doorliep hij een succesvolle diplomatieke carrière, eerst als onderminister van Buitenlandse zaken en na diverse posten uiteindelijk als ambassadeur te Berlijn in (nazi-)Duitsland. In februari 1920 werd hij uitgezonden naar het Joegoslavisch gezantschap bij de Paus in Vaticaanstad en verscheen zijn eerste korte verhaal, Put Alije Đerzeleza (De reis van Alija Đerzelez). In november 1920 werd hij overgeplaatst naar de Roemeense hoofdstad Boekarest, in december 1922 naar de Italiaanse grensstad Triëst en in januari 1923 naar het Oostenrijkse Graz, waar hij zijn studie afsloot met zijn Duitstalige dissertatie getiteld Die Entwicklung des geistigen Lebens in Bosnien unter der Einwirkung der türkischen Herrschaft. Hierna keerde hij terug op het ministerie van buitenlandse zaken te Belgrado. 
Vervolgens was hij gestationeerd te Marseille, Parijs (sinds december 1926), Madrid (sinds april 1928), Brussel (juni 1929) en Genève (januari 1930). In 1933 werd hij teruggeroepen naar Belgrado en in 1935 werd hij hoofd van de afdeling politieke zaken van het ministerie. In november 1937 werd hij assistent van Milan Stojadinović, de toenmalige premier en tevens minister van buitenlandse zaken van Joegoslavië (1935-1939).
In maart 1939 werd hij benoemd tot ambassadeur te Berlijn, kort na de inval van nazi-Duitsland in Tsjechoslowakije. Toen Joegoslavië zich in maart 1941 aansloot bij het Driemogendhedenpact, en daarmee een bondgenoot werd van nazi-Duitsland, verzocht hij Belgrado te worden ontheven uit zijn functie. Kort hierna vond daar de geslaagde staatsgreep plaats waarmee een eind gemaakt werd aan het regentschap van prins Paul en de 17-jarige Peter op de troon werd gezet. Naar aanleiding hiervan werd Joegoslavië in april 1941 binnengevallen door de asmogendheden, die een eind maakten aan het bestaan van het koninkrijk (Kroatië werd quasi-onafhankelijk en de rest van het land werd geannexeerd door de naburige asmogendheden en waarmee ook een eind kwam aan Andrić' ambassadeurschap. Hij keerde terug naar Belgrado, waar hij gedurende de rest van de oorlog verbleef in een huisarrest-achtige situatie en in stilte zijn drie bekendste romans voltooide, die in 1945 zouden verschijnen. Hiertoe behoort ook De brug over de Drina. 
Tijdens zijn stationering als diplomaat in Parijs in 1926-1928 besteedde Andrić veel tijd aan speurwerk in archieven over het voormalig Frans consulaat in Travnik in de periode 1809–1814, gegevens verzamelend voor zijn latere roman Travnička hronika. Tijdens zijn stationering in Madrid schreef hij essays over de Zuid-Amerikaanse vrijheidsstrijder Simón Bolívar en de Spaanse schilder Francisco Goya en begon hij te schrijven aan zijn roman Prokleta avlija (De hellehof), die pas in 1954 zou verschijnen. 
Andrić nam in de jaren '30 reeds politiek stelling tegen de beweging van Stjepan Radić, de leider van de Kroatisch-nationalistische en separatistische Kroatische Boerenpartij (Hrvatska seljačka stranka, HSS). De aanhang van Radić beschreef hij herhaaldelijk laatdunkend als idioten die in de voetstappen van een blinde hond treden. Na de communistische machtsovername in Joegoslavië hield hij zich wat politieke standpunten betrof meer op de vlakte. Hierdoor kon hij een aantal ceremoniële posities bekleden onder de nieuwe regering. In 1961 werd hem de Nobelprijs voor Literatuur toegekend.
Na de dood van zijn vrouw in 1968 besteedde hij minder tijd aan publieke activiteiten. Naarmate de tijd vorderde, werd hij in toenemende mate ziek, en overleed uiteindelijk op 13 maart 1975 in Belgrado.

## Musea
Zijn naam is verbonden aan het in 1950 opgericht plaatselijk en regionaal museum van Travnik (Zavičajni Muzej Travnik). Zijn gerestaureerde geboortehuis werd op 30 augustus 1974 in gebruik genomen als annex bij dit museum, met een permanente tentoonstelling over zijn leven en literair werk.
Op 13 maart 1975, zijn sterfdag, stelde de museumdirectie aan de gemeenteraad van Travnik voor dit museum te hernoemen tot Memorijalni muzej Rodnu kuću Ive Andrića (Herdenkingsmuseum-Geboortehuis van Ivo Andrić). 
Thans voert het nog steeds die naam en de huidige museum-directeur Enes Škrgo geldt als Andrić-Expert.
In de Servische hoofdstad Belgrado bevindt zich eveneens een Ivo Andrić-museum.

## Literair werk
De inspiratie voor zijn werk haalde Andrić vooral uit de geschiedenis, folklore en cultuur van zijn moederland Bosnië. 
Hij schreef aanvankelijk in het Kroatische ijekavische dialect, maar zoals vele Kroatische schrijvers in de periode na de oprichting van het Koninkrijk van Serven, Kroaten en Sloveniërs, ging hij over op het Ekavische dialect, dat beschouwd wordt als Servisch. Sommigen menen dat het voor hem, als aanhanger van één Servo-Kroatische taal, een overgang betekende van de westerse naar de oosterse vorm van dezelfde taal. Anderen vestigen de aandacht op het feit dat nader beschouwd zijn werken zo veel mogelijk ontdaan zijn van specifiek Kroatische orthografische, syntactische, morfologische en lexicale eigenschappen, kortweg veranderde hij van één taal naar de andere. Zij wijzen erop dat hij, als hij in één Servo-Kroatische taal had geloofd, beide talen waarschijnlijk op alle niveaus door elkaar heen hebben gebruikt, zowel wat betreft idioom, fonologie, semantiek — iets dat hij niet deed. Na de politieke beroering in het Koninkrijk in de late jaren 20 gebruikten de meeste Kroaten het ekavische dialect niet meer, maar Andrić volgde niet meteen. 
Zijn bekendste werk, de historische roman Na Drini ćuprija (De brug over de Drina), verscheen reeds voor het eind van de Duitse bezetting van Joegoslavië, in maart 1945 in Belgrado, dat reeds in oktober 1944 door het Rode Leger was bevrijd. Inmiddels was tijdens de oorlog door de partisanen de Joegoslavische federatieve republiek uitgeroepen. Omdat Andrić voor de oorlog als diplomaat gewerkt had voor de overheid onder de monarchie, was voor hem voorzichtigheid geboden in de omgang met de nieuwe communistische machthebbers, bij wie zijn literaire producties echter in goede aarde bleken te vallen.
Na Drini ćuprija werd in september 1945 gevolgd door Travnička hronika en in november 1945 door Gospođica. 
Na Drini ćuprija werd beschouwd als Andrić' magnum opus en werd door de communisten uitgeroepen tot een klassieker van de Joegoslavische literatuur. De roman is een historische kroniek over de Mehmed Paša Sokolović-brug en Višegrad vanaf de bouw van de brug tot aan het uitbreken van de Eerste Wereldoorlog. 
Zijn tweede roman Travnička hronika volgt het leven van een Franse diplomaat in Bosnië tijdens de napoleontische oorlogen, toen delen van Slovenië en Kroatië waren ingelijfd bij het Eerste Franse Keizerrijk als de Illyrische Provincies. De derde roman Gospođica draait om het leven van een vrouw uit Sarajevo. In de naoorlogse periode publiceerde hij voorts korte verhalen, reisverslagen en een aantal essays over Slavische schrijvers, zoals de Servische taalhervormer Vuk Karadžić, de Montenegrijns-Servische dichter Petar II Petrović-Njegoš en de Bosnisch-Servische schrijver Petar Kočić.

## Vertalingen
Veel van zijn werken zijn sinds 1919, toen de eerste Franse en Tsjechische vertalingen verschenen, in andere talen beschikbaar. In het Duits en Pools is vrijwel zijn gehele oeuvre vertaald. In het Nederlands verschenen De hellehof (1959), De brug over de Drina (1961) en De kroniek van Travnik (1995).

## Selectie van werken
- De reis van Alija Đerzelez (Put Alije Đerzeleza, 1920)
- De brug over de Drina (Na Drini ćuprija, 1945)
- De kroniek van Travnik (Travnička hronika, 1945)
- De vrouw uit Sarajevo (Gospođica, 1945)
- De olifant van de Vizier (Priča o vezirovom slonu, 1948)
- De hellehof (Prokleta avlija), 1954
- Omer-Pasha Latas (Omerpaša Latas, postuum uitgegeven in 1977)